# Oy vey

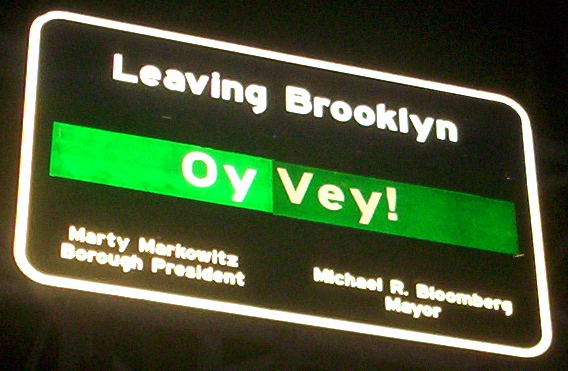
Sinal na fronteira do Brooklyn

Oy vey, Oi vei (em iídiche:  אױ װײ) é uma frase iídiche que expressa desânimo ou exasperação. A expressão pode ser traduzida como "oh não!", "oh céus! oh vida!", ou ainda "ai de mim!". Seu equivalente em hebraico é oy vavoy (אוי ואבוי, ój waävój).